# Melioratîvne
Melioratîvne (în ucraineană Меліоративне) este o așezare de tip urban din raionul Novomoskovsk, regiunea Dnipropetrovsk, Ucraina. În afara localității principale, nu cuprinde și alte sate.

## Demografie
Componența lingvistică a așezării de tip urban Melioratîvne
     Ucraineană (84,4%)
     Rusă (15,07%)
     Alte limbi (0,48%)
Conform recensământului din 2001, majoritatea populației așezării de tip urban Melioratîvne era vorbitoare de ucraineană (84,4%), existând în minoritate și vorbitori de rusă (15,07%).